# Rosario Pardo Crespo
Rosario Pardo Crespo (Jaén, 20 d'octubre de 1959) és una actriu espanyola.

## Biografia
Va néixer al Carrer Cerón de Jaén. Té dos germans, José Maria i Gonzalo. Actriu i intèrpret. Comença la seva formació professional en 1982 participant en desenes de cursos en les més variades disciplines escèniques: veu, moviment, interpretació, màscara neutra, dansa contemporània, flamenc, etc. És llicenciada en Filologia Hispànica per la Universitat de Granada, i Màster de Logopèdia per la Universitat de Múrcia.
És membre de l'Acadèmia de les Arts Escèniques d'Espanya.

### Trajectòria
Va estudiar en la moderna institució Teresiana on va descobrir la seva vena artística guanyant tots els concursos marians i participant sempre en qualsevol esdeveniment, cantant, ballant o actuant. Va seguir els seus estudis a l'Institut i en el col·legi Universitari fins que va saltar a Granada per a continuar Hispàniques. Va estudiar filologia hispànica però no va arribar a exercir perquè va voler formar-se en interpretació, dansa contemporània i mim entre altres disciplines. El seu frec continu amb grups de teatre i de flamencs, la seva residència en el Albaycín i la seva implantació en empreses culturals van fer que la futurible docent es quedés en actriu pura i dura.
Després d'aquests fructífers anys granadins, va fer un parèntesi d'un any per a anar-se'n a Madrid a continuar talonejant a l'escola d'Amor de Dios.
Es va anar a Tenerife amb tota la vida en projecte. L'illa va ser un repòs espiritual i una col·laboració en teatre amb grups canaris i meravelloses gires per l'arxipèlag. Va rebre fins i tot algun premi per treballs de teatre, curts, contes i direcció teatral.
Després de 6 anys, Rosario va abandonar l'illa per a viure a Sevilla, on ha romàs 14 anys. Es va incorporar a la vida teatral de la ciutat i es va atrevir a ballar flamenc en un espectacle "boig".
Durant aquest temps, va conèixer al que seria el seu futur marit, Manuel Ramos, al qual va conèixer, quan tots dos treballaven en La fuga.
Rosario i Manuel són pares de dos homes, tots dos sevillans. Posteriorment van instal·lar el seu domicili a Barcelona.
En aquest temps continua participant en obres de teatre, on ha tingut una dilatada carrera, tant en el paper d'actriu com en el de directora.
No obstant això, la fama li va arribar en televisió, gràcies a les seves intervencions a Crónicas marcianas (Telecinco), sent principalment recordada per les seves imitacions de Rocío Jurado i per la seva tonada «Lo que es, es». També participà a Senderos de gloria de (Canal Sur Televisión).
Més tard es va guanyar un paper a la sèrie Cuéntame cómo pasó (Televisió Espanyola), interpretant Nieves, la sòcia de Merche (Ana Duato), paper pel qual és nominada, en els premis de l'associació d'actors espanyols, com a millor actriu secundària de televisió.
Al mateix temps també va aparèixer a Un, dos, tres... responda otra vez (Televisión Española).
A la temporada 2004 a 2005, col·labora al programa Esto es vida presentat per Juan Ramón Lucas per La 1.
En 2005 decideix abandonar Cuéntame canviar de registre a la comèdia, gènere on sempre s'ha sentit més còmoda, fitxant per (Antena 3) per a interpretar a A tortas con la vida el paper de Nati, una dona obstinada a aparentar més del que és.
En 2006 s'estrena en (TVE) la sèrie còmica Con dos tacones, en la que interpreta a Carmen, un mestressa de casa amb alguns problemes mentals. Posteriorment va sortir com a convidada en el programa Los irrepetibles de (laSexta).
El 2007, torna a (Antena 3), amb la comèdia Cafetería Manhattan, que es gravava diàriament en temps real.
En 2009, segueix en (Antena 3) amb la sèrie Doctor Mateo, en la qual interpretava a la tia del protagonista, Mateo Sancristóbal (Gonzalo de Castro), un metge espanyol que resideix en Nova York, que després de patir hemofòbia, decideix deixar-lo tot allí i establir-se al poble on estiuejava de petit: San Martín del Sella. La sèrie, amb bons resultats en crítica i públic, finalitza en 2011.
Entre 2011 i 2012, grava tres episodis de la 13a temporada de Cuéntame cómo pasó, després del seu abandó sis anys abans. Aquests episodis es van emetre en 2011 i 2013.
Al cinema, després de participar en petits papers en algunes pel·lícules i curts, va començar a actuar en més produccions arran de la seva popularitat en televisió.
També ha participat en ràdio amb el programa de (Cadena Dial) Atrévete con Ochoa y Cía.
En 2015 torna com a fixa deu anys després a la sèrie Cuéntame como pasó amb el seu paper de Nieves i, al mateix temps, s'incorpora a la tercera temporada de la sèrie Velvet de (Antena 3), en la qual interpretava a Donya Conchi, una senyora de poble que ve a la ciutat a passar uns dies amb el seu fill (Adrián Lastra) i la seva nora (Cecilia Freire), a qui no suporta.
En 2018 torna a abandonar Cuéntame, encara que deixant la porta oberta a una futura reincorporació. Al mateix temps grava Lontano da te per (Mediaset España), una producció gravada entre Espanya i Itàlia.
En l'actualitat compagina les seves facetes de teatre, televisió i cinema. En el teatre, des de la seva pròpia companyia, (Companyia de Rosario Pardo), amb l'obra Los días de la nieve d'Alberto Conejero i dirigida per Chema del Barco, que interpreta des de març de 2017.
En cinema realitza tots els curtmetratges que pot, com a mostra de suport als nous i joves directors.
A més, en 2019 prepara la direcció de l'espectacle Lorca y la pasión. Un Mar de Sueños, ha estat seleccionat per a la seva posada en escena en l'edició 2019 del programa Lorca i Granada.
En 2019, participa en un episodi de la sèrie Gente hablando per Flooxer (Atresmedia) i alhora grava la sèrie Madres per (Mediaset España).

## Treball

### Ràdio i Televisió
| Any                                  | Espai                              | Producció                                | Canal                    |
| ------------------------------------ | ---------------------------------- | ---------------------------------------- | ------------------------ |
| 1998                                 | Senderos de gloria                 | PC29                                     | Canal Sur Televisión     |
| 1998                                 | Plaza Alta                         | Zeppelin TV                              | Canal Sur Televisión     |
| 2000                                 | Albetje                            |                                          |                          |
| 2000 a 2003                          | Crónicas marcianas                 | Gestmusic Endemol                        | Telecinco                |
| 2001                                 | El club de la comedia              | Globomedia                               | Canal+ i Telecinco       |
| 2001 a 2005; 2011; 2013; 2015 a 2018 | Cuéntame cómo pasó                 | Ganga Producciones y Producciones Cartel | Televisión Española      |
| 2004                                 | Un, dos, tres... Responda otra vez | Prointel TV                              | Televisión Española      |
| 2004 a 2005                          | Esto es vida                       | El Mundo TV                              | Televisión Española      |
| 2005 a 2006                          | A tortas con la vida               | Miramón Mendi                            | Antena 3                 |
| 2006                                 | Con dos tacones                    | Boca a Boca                              | Televisión Española      |
| 2007                                 | Los irrepetibles                   | Globomedia                               | laSexta                  |
| 2007                                 | Cafetería Manhattan                | Antena 3                                 |                          |
| 2008                                 | Mama Carlota                       | Diagonal TV i Catalan Films & TV         |                          |
|                                      | Atrévete con Ochoa y Cía           | PRISA Radio                              | Cadena Dial              |
| 2009 a 2011                          | Doctor Mateo                       | Notro TV                                 | Antena 3                 |
| 2015                                 | Velvet                             | Bambú producciones                       | Antena 3                 |
| 2019                                 | Lontano da te                      | Cross Productions                        | Telecinco                |
| 2019                                 | Gente hablando                     | Atresmedia                               | Flooxer Atresplayer Neox |
| 2019                                 | Madres                             | Alea Media                               | Telecinco                |

### Cinema
| Any  | Pel·lícula                                | Direcció                  |
| ---- | ----------------------------------------- | ------------------------- |
| 1997 | La reina del baile                        | Rick Elgood i Don Letts   |
| 1998 | Abeltje                                   | Ben Sombogaart            |
| 1998 | Yerma                                     | Pilar Tábora              |
| 1999 | Solas                                     | Benito Zambrano           |
| 1999 | Pleno al quince                           | Josetxo San Mateo         |
| 2002 | El robo más grande jamás contado          | Javier Monzón             |
| 2004 | Atún y chocolate                          | Pablo Carbonell           |
| 2004 | Cosas que hacen que la vida valga la pena | Manuel Gómez Pereira      |
| 2004 | Crimen ferpecto                           | Álex de la Iglesia        |
| 2004 | El chocolate del loro                     | Ernesto Martín            |
| 2005 | Tapas                                     | José Corbacho i Juan Cruz |
| 2005 | La vida perra de Juanita Narboni          | Farida Belyazid           |
| 2005 | La semana que viene sin falta             | Josetxo San Mateo         |
| 2005 | Lifting de corazón                        | Eliseo Subiela            |
| 2010 | Campamento Flippy                         | Rafa Parbus               |
| 2014 | Pagina 52                                 | Raúl Fernández            |
| 2015 | Rey Gitano                                | Juanma Abajo Ulloa        |
| 2016 | La isla de Perejil                        | Ahmed Boulane             |
| 2017 | Mi querida cofradía                       | Marta Díaz de Lope        |

### Curtmetratges
| Any  | Curt                          | Direcció                |
| ---- | ----------------------------- | ----------------------- |
| 1996 | Lola y Rodolfo                | Ella mateixa            |
| 1997 | La mujer desnuda              | Spandian Producciones   |
| 1997 | Inserso Mon Amour             | Paco R. Baños           |
| 2004 | Alianza Mortal                | Hermanos Rico           |
| 2005 | Ricardo Piezas Descatalogadas | Hermanos Rico           |
| 2007 | El Último Adiós               | Carlos López Martínez   |
| 2011 | Yo Contigo                    | Javier Coll             |
| 2012 | Desayuno con diadema          | Óscar Bernacer          |
| 2012 | Perrito chino                 | Fran Gil-Ortega         |
| 2012 | Juliana                       | Jana Herreros           |
| 2013 | Algo concreto                 | Daniel Benmayor         |
| 2014 | Bikini: Una historia real     | Óscar Bernacer          |
| 2014 | Tú o yo                       | Javier Marco            |
| 2015 | Galletas                      | Nacho Sepúlveda         |
| 2015 | Juliana                       | Jana Herreros           |
| 2015 | Un encuentro                  | Miguel Berzal de Miguel |
| 2016 | Hubo un lugar                 | Irene Garcés            |
| 2016 | Un billete a nunca jamás      | Jorge Navarro           |
| 2017 | Tres gramos de fé             | José A. Campos          |
| 2018 | Bani                          | Mauricio Cuffaro        |
| 2018 | Será nuestro secreto          | Sergi González          |
| 2019 | Moscas                        | David Moreno            |
| 2019 | Happy Friday                  | José A. Campos          |
| 2019 | Flies                         | David Moreno            |

### Arts escèniques
| Any                                                           | Obra                                                            | Direcció                                        | Informació                                       |
| ------------------------------------------------------------- | --------------------------------------------------------------- | ----------------------------------------------- | ------------------------------------------------ |
| Teatro                                                        |                                                                 |                                                 |                                                  |
| 1982                                                          | Una petición de mano (d'A.Chejov)                               |                                                 | Teatro de la cantilena                           |
| 1983                                                          | Abra                                                            |                                                 | Teatro para un instante                          |
| 1984                                                          | La tragicomedia de don Cristóbal (de Federico García Lorca/Cía) |                                                 | Teatro para un instante                          |
| 1985                                                          | Plaza Nueva                                                     | Edgar Saba                                      | Kábala Teatro                                    |
| 1996                                                          | El rey Lear                                                     | William Shakespeare                             |                                                  |
| 1997                                                          | Boite de Nuit                                                   | Sara Molina                                     | Tamaska teatro                                   |
| 1998                                                          | La comedia sin título (de Federico García Molina)               | Sara Molina                                     | Q teatro                                         |
| 2000                                                          | Don Juan                                                        | Pedro Álvarez Osorio C.A.T.                     |                                                  |
| 2001                                                          | Caracoles                                                       | Ella mateixa més col·laboradors                 | Lo que más gusto le dé (flamenco)                |
| 2002                                                          | Almutamid                                                       |                                                 | Producciones Imperdible                          |
| 2003                                                          | Sin cuarta pared                                                | Ella mateixa                                    |                                                  |
| 2008                                                          | Gatas                                                           | Manuel González Gil                             |                                                  |
| 2009                                                          | Fugadas (de Tamzin Townsedn/Pentacion)                          |                                                 |                                                  |
| 2017                                                          | La respiración                                                  | Alfred Sanzol                                   |                                                  |
| 2017 a 2019                                                   | Los días de la nieve                                            | Alberto Conejero i Chema del Barco              |                                                  |
| 2019                                                          | Lorca y la pasión                                               |                                                 |                                                  |
| 2019                                                          | Un Mar de Sueños                                                |                                                 |                                                  |
| Direcció de curtmetratges i obres de teatre per Rosario Pardo |                                                                 |                                                 |                                                  |
|                                                               | Lola y Rodrigo                                                  | Ella mateixa                                    | Curtmetratge, guió i directe (per Tenerife)      |
|                                                               | La última pirueta                                               | Ella mateixa                                    | Direcció per Acto Primero, Tenerife              |
|                                                               | Tres piezas de a cuarto                                         | Ella mateixa                                    | Direcció per Teatro Público La Orotava, Tenerife |
|                                                               | El país de Hamerlin                                             | Ella mateixa                                    | Direcció per Teatro bajo la arena                |
|                                                               | Caracoles                                                       | Ella mateixa                                    | Teatro-flamenca                                  |
|                                                               | Cómicos de la noche                                             | Ella mateixa                                    |                                                  |
|                                                               | Sin cuarta pared                                                | Ella mateixa                                    | Monòleg de Rosario Pardo                         |
|                                                               | Erase una vez.... Macbeth                                       | Ella mateixa                                    | Direcció per Teatro bajo la arena                |
|                                                               | Llámame de Anna Gras                                            | Ella mateixa                                    | Direcció per micro-teatro de Barcelona           |
| Cursos d'interpretació                                        |                                                                 |                                                 |                                                  |
|                                                               | Flamenco                                                        | Eiko y "La Tati"                                |                                                  |
|                                                               | Danza contemporánea                                             | Sol Picó                                        |                                                  |
|                                                               | Teatro Danza                                                    | Nazaret Panadero y Janus Zuwic (Cía. Pina Baus) |                                                  |
|                                                               | Máscara neutra                                                  | Gabriel Chamé                                   |                                                  |
|                                                               | Mimo y pantomima                                                | Julio Castronuovo                               |                                                  |
|                                                               | Improvisación e interpretación                                  | Cía Absurda do Brasil                           |                                                  |
|                                                               | El Fool                                                         | Frank Anderson                                  |                                                  |
|                                                               | El actor energético                                             | Ricardo Hiniesta                                |                                                  |
|                                                               | El bufón                                                        | Pierre Byland                                   |                                                  |
|                                                               | La voz en movimiento                                            | Esperanza Abad                                  |                                                  |
|                                                               | La voz en movimiento y versificación                            | Concha Doñaque                                  |                                                  |
|                                                               | La voz cantada en el teatro musical                             | Susana Naidich                                  |                                                  |
|                                                               | El documental y la ficción                                      | Víctor Erice                                    |                                                  |

## Llibres
- La vieja de las flores
- La cuarta pared
- La vacante (Premi de narracions curtes del Cabildo de Tenerife, 1988)